# Mister Tourism International
Mister Tourism International (tiếng Việt: Nam vương Du lịch Quốc tế) là cuộc thi sắc đẹp dành cho nam giới được tổ chức thường niên tại Panama. cuộc thi quy tụ hơn mười lăm thí sinh trên khắp thế giới cùng tìm kiếm một lý do là giành danh hiệu Mister Tourism International. Cuộc thi bắt đầu vào năm 2001 nhưng thất bại trong khoảng thời gian từ năm 2002 đến năm 2010, được hỗ trợ bởi một thương hiệu mới. Đương kim Mister Tourism International là José Alfredo Galarza đến từ Puerto Rico.

## Người giữ danh hiệu
| Lần thứ | Năm  | Ngày                 | Mister Tourism International       | Á vương                              | Á vương                                   | Á vương                     | Á vương                        | Nơi tổ chức              | Số thí sinh | T.k.        |
| Lần thứ | Năm  | Ngày                 | Mister Tourism International       | 1                                    | 2                                         | 3                           | 4                              | Nơi tổ chức              | Số thí sinh | T.k.        |
| ------- | ---- | -------------------- | ---------------------------------- | ------------------------------------ | ----------------------------------------- | --------------------------- | ------------------------------ | ------------------------ | ----------- | ----------- |
| 1       | 2001 | 15 tháng 12 năm 2001 | Aitor Trigos Núñez · Tây Ban Nha   | Javier Casis Phillips · Ecuador      | Israel Solla · Puerto Rico                | Không trao giải             | Không trao giải                | Thành phố Panama, Panama | 15          | [ 1 ]       |
| 2       | 2002 | 15 tháng 11 năm 2002 | Dean Kelly · Panama                | Chong-Keng Chua · Singapore          | Gustavo Sarmiento · Venezuela             | Héctor Alicea · Puerto Rico | Carlos Calvo Ros · Tây Ban Nha | Thành phố Panama, Panama | 18          | [ 1 ]       |
| 3       | 2010 | 28 tháng 11 năm 2010 | Jorge Alberto Rojas · Bolivia      | Yader Ibarra · Panama                | Romans Voitanecs · Latvia                 | Không trao giải             | Không trao giải                | Thành phố Panama, Panama | 18          | [ 1 ]       |
| 4       | 2012 | 29 tháng 1 năm 2012  | Samuel Cassar · Malta              | Martins Birgelis · Latvia            | Juan Gabriel Foronda Osorio · Colombia    | Không trao giải             | Không trao giải                | Thành phố Panama, Panama | 17          | [ 1 ]       |
| 5       | 2013 | 29 tháng 1 năm 2013  | José Daniel Ramírez · Costa Rica   | Phillipp Batista Ortiz · Puerto Rico | Félix Elías Medal Mendoza · Nicaragua     | Không trao giải             | Không trao giải                | Thành phố Panama, Panama | 14          | [ 1 ] [ 2 ] |
| 6       | 2014 | 31 tháng 5 năm 2014  | Andrio Frazon · Brasil             | Jorge López Pérez · Tây Ban Nha      | Hernán Jesús González Luzardo · Venezuela | Không trao giải             | Không trao giải                | Thành phố Panama, Panama | 19          | [ 1 ]       |
| 7       | 2015 | 27 tháng 10 năm 2015 | José Alfredo Galarza · Puerto Rico | Ever Guzmán · México                 | Rasmus Kamaei · Đan Mạch                  | Không trao giải             | Không trao giải                | Thành phố Panama, Panama | 17          | [ 3 ]       |